# Lauren Woodland
Lauren Woodland (Carson City, 1977) es una actriz y abogada estadounidense, más conocida por haber interpretado a Brittany Hodges en la serie The Young and the Restless.

## Biografía
En 2011 obtuvo su licenciatura en derecho de la Facultad de Derecho de la UCLA, donde se desempeñó como directora de redacción de la "UCLA Entertainment Law Review".
En 1998 comenzó a salir con el actor de voces Gary A. Hecker, con quien se comprometió; sin embargo, después de dos años la relación terminó en 2000.

## Carrera
En septiembre de 1989 se unió al elenco principal de la serie Alien Nation, donde dio vida a Emily Francisco hasta el final de la serie en mayo de 1990. En 1992 se unió al elenco de la película Willing to Kill: The Texas Cheerleader Story, donde interpretó a la porrista Amber Heath. En 1993 apareció como Lauren en la película Bloodlines: Murder in the Family. En 1998 se unió al elenco de la serie Sunset Beach, donde interpretó brevemente a la dueña de la tienda Sara Cummings.
El 7 de marzo de 2000, se unió al elenco principal de la telenovela The Young and the Restless, donde interpretó a Brittany Hodges hasta el 2 de noviembre de 2005. En 2004 obtuvo un pequeño papel en la película 13 Going on 30, donde formó parte del grupo de estudiantes conocido como "Six Chick". En 2007 apareció como invitada en la serie Cold Case, donde interpretó a Becca Abrams.

## Carrera legal
Después de obtener su doctorado Juris de la Facultad de Derecho de la UCLA en 2011, comenzó a trabajar como asociada en la firma internacional White & Case LLP. En 2012 se trasladó a Browne George Ross LLP, una firma de abogados especializada en litigios de entretenimiento, propiedad intelectual y disputas comerciales relacionadas con derechos de publicidad, difamación, invasión de privacidad, marcas registradas y violación de derechos de autor, así como competencia desleal, incumplimiento de contratos y delitos comerciales.

## Otras actividades

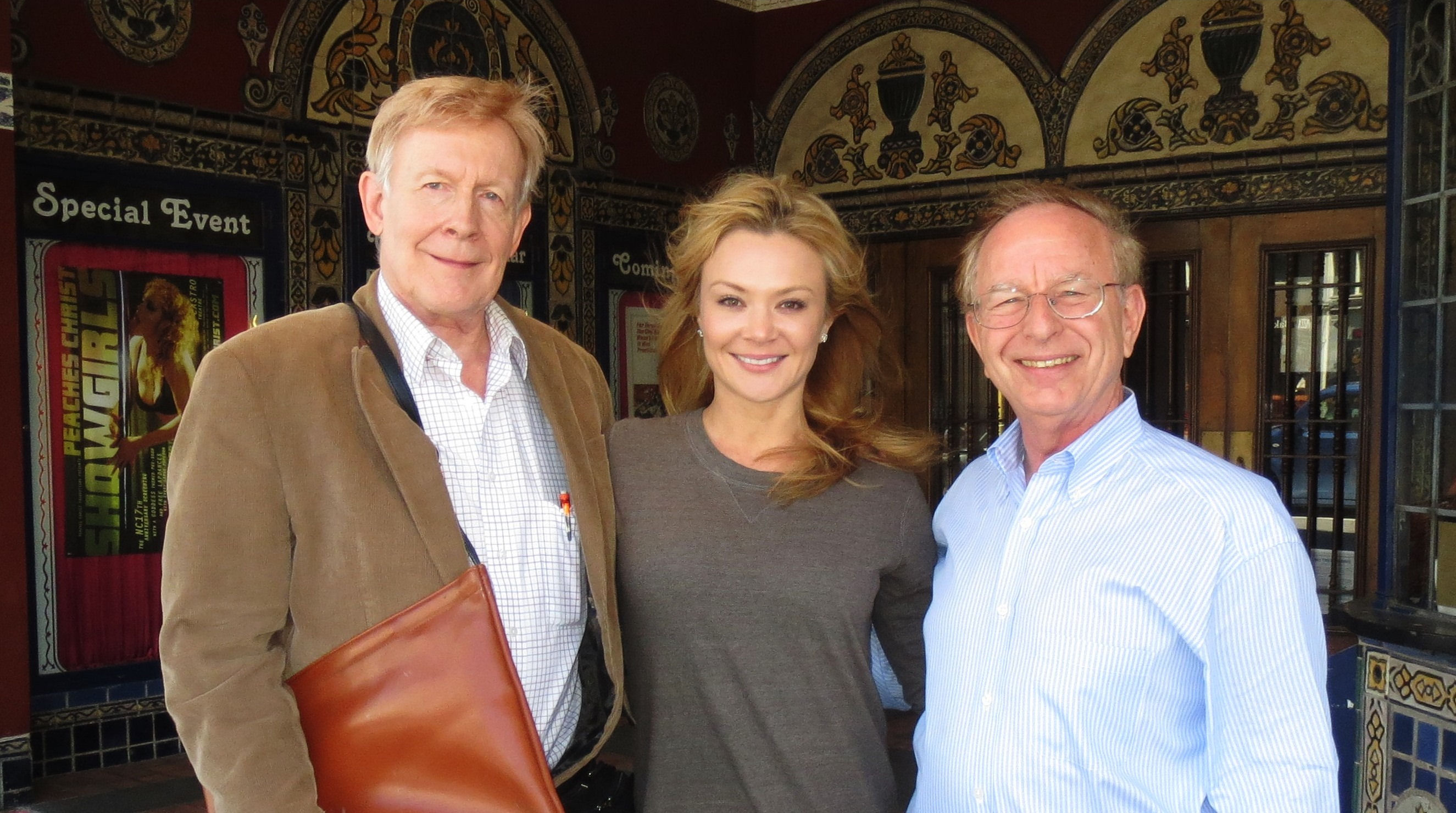
David Hegarty, Lauren Woodland, y Harry Garland, miembros del Consejo de Administración de la Castro Organ Devotees Association, fotografiados delante del Teatro Castro, San Francisco.

Lauren Woodland es activa en su apoyo a las artes escénicas y en ayudar a los aspirantes actores. Ella sirve como Vicepresidente del Consejo de Administración de la Los Angeles Dance Company, una compañía de danza neoclásica y contemporánea, fundada por Marie-France Lévesque, previamente solista del American Ballet Theatre. La compañía es dedicada a apoyar y avanzar el arte de la danza.
Lauren también es miembro, junto con David Hegarty y Harry Garland, del Consejo de Administración de la Castro Organ Devotees Association. Esta es una organización sin ánimo de lucro fundada por David Hegarty, organista del Teatro Castro, dedicada a avanzar el arte de la música del órgano a través del diseño y adquisición de un nuevo órgano para el Teatro Castro en San Francisco, California. Va a ser uno de los órganos más grande del mundo.

## Filmografía

### Series de televisión
| Año         | Título                     | Personaje       | Notas                                       |
| ----------- | -------------------------- | --------------- | ------------------------------------------- |
| 2007        | Cold Case                  | Becca Abrams    | episodio "Stand Up and Holler"              |
| 2006        | Living with Fran           | Jenny Martin    | episodio "Going Crazy with Fran"            |
| 2000 - 2005 | The Young and the Restless | Brittany Hodges | 315 episodios                               |
| 2000        | Seven Days                 | Val Kilby       | episodio "Witch Way to the Prom"            |
| 2000        | Undressed                  | Anika           | -                                           |
| 1999        | Port Charles               | Janelle         | -                                           |
| 1998        | Encore! Encore!            | Hayley          | 3 episodios                                 |
| 1998        | Sunset Beach               | Sara Cummings   | 8 episodios                                 |
| 1997        | Brotherly Love             | Julia Gibbs     | 2 episodios                                 |
| 1991 - 1993 | Brooklyn Bridge            | Mary Beth       | 4 episodios                                 |
| 1990        | Quantum Leap               | Jamie Spontini  | episodio "The Great Spontini - May 9, 1974" |
| 1990        | Family of Spies            | Margaret        | 2 episodios - miniserie                     |
| 1989 - 1990 | Alien Nation               | Emily Francisco | 22 episodios                                |
| 1988        | Our House                  | Yvonne          | episodio "Artful Dodging"                   |
| 1987        | L.A. Law                   | Kelly Brophy    | episodio "Beef Jerky"                       |
| 1987        | St. Elsewhere              | Niña            | episodio "Russian Roulette"                 |
| 1986        | The Wizard                 | Joven           | episodio "Reunion"                          |
| 1985        | Hardcastle and McCormick   | Niña            | episodio "Duet for Two Wind Instruments"    |

### Películas
| Año  | Título                                       | Personaje        | Notas                                                                                               |
| ---- | -------------------------------------------- | ---------------- | --------------------------------------------------------------------------------------------------- |
| 2004 | 13 Going on 30                               | Joven            | junto a Jennifer Garner, Mark Ruffalo, Judy Greer, Andy Serkis, Kathy Baker, Phil Reeves y Sam Ball |
| 2000 | The Doorway                                  | Tammy            | junto a Roy Scheider, Christian Harmony, Suzanne Bridgham, Don Maloney y Teresa DePriest            |
| 1997 | Alien Nation: The Udara Legacy               | Emily Francisco  | junto a Gary Graham, Eric Pierpoint, Michele Scarabelli, Terri Treas, Sean Six y Jeffrey Marcus     |
| 1996 | Alien Nation: The Enemy Within               | Emily Francisco  | junto a Gary Graham, Eric Pierpoint, Michele Scarabelli, Terri Treas, Sean Six y Jeffrey Marcus     |
| 1996 | Alien Nation: Millennium                     | Emily Francisco  | junto a Gary Graham, Eric Pierpoint, Michele Scarabelli, Terri Treas, Sean Six y Jeffrey Marcus     |
| 1995 | Alien Nation: Body and Soul                  | Emily Francisco  | junto a Gary Graham, Eric Pierpoint, Michele Scarabelli, Terri Treas, Sean Six y Jeffrey Marcus     |
| 1994 | Frame-Up II: The Cover-Up                    | Sue Baker        | junto a Margaux Hemingway, Cole Hauser, Wings Hauser, John Saxon y Frances Fisher                   |
| 1994 | Alien Nation: Dark Horizon                   | Emily Francisco  | junto a Gary Graham, Eric Pierpoint, Michele Scarabelli, Terri Treas, Sean Six y Jeffrey Marcus     |
| 1993 | Bloodlines: Murder in the Family             | Lauren           | junto a John Pleshette, Elliott Gould, Clancy Brown, Kim Hunter, Nicholle Tom y Sam Wanamaker       |
| 1992 | Willing to Kill: The Texas Cheerleader Story | Amber Heath      | junto a Lesley Ann Warren, Tess Harper, Dennis Christopher, Olivia Burnette y Casey Sander          |
| 1991 | The Last to Go                               | Lydia (de joven) | junto a Terry O'Quinn, Amy Aquino, Tyne Daly, Annabeth Gish, Tuck Milligan y Julianne Moore         |
| 1990 | When You Remember Me                         | Penny            | junto a Fred Savage, Kevin Spacey, Ellen Burstyn, Richard Jenkins, Lee Garlington y Dean Norris     |

### Apariciones
| Año        | Programa                 | Personaje                           | Notas                           |
| ---------- | ------------------------ | ----------------------------------- | ------------------------------- |
| 2006       | SoapTalk                 | -                                   | episodio del 20 de enero        |
| 2002       | Family Feud              | -                                   | episodio "Soap Opera Special"   |
| 1996       | ABC Afterschool Specials | Andrea Mattson                      | episodio "Teenage Confidential" |
| 1987, 1989 | CBS Schoolbreak Special  | Jennifer (de joven) / Cathy Fischer | 2 episodios                     |
| 1987       | The Dom DeLuise Show     | Rosa                                | episodio # 1.1                  |

## Premios y nominaciones
| Año  | Categoría                                                 | Premio             | Serie                      | Resultado |
| ---- | --------------------------------------------------------- | ------------------ | -------------------------- | --------- |
| 2004 | Outstanding Younger Actress in a Drama Series             | Daytime Emmy Award | The Young and the Restless | Nominada  |
| 1990 | Best Young Actress Supporting Role in a Television Series | Young Artist Award | Alien Nation               | Nominada  |